# Selvery
Selvery — цифровая система создания и демонстрации потребителю адаптированного контента (смарт-презентаций) с непрерывным сбором данных о процессе продажи, доступная пользователю по модели обслуживания SaaS. Приложение предназначено для автоматического формирования таргетированных на разные сегменты потребителей презентаций, оцифровки сеансов продаж, формирования отчётности, формирования корпоративной библиотеки знаний, обучения продукту и продажам, контроля эффективности менеджеров и повышении конверсии реальных продаж в среднем и крупном бизнесе. Приложение интегрируется с другими IT-системами, с которыми работают продажи и маркетинг, например с CRM или BI, и предоставляет расширенный сервис для презентации и реализации товаров и услуг таргетированной аудитории.
Как инструмент Selvery закрывает разрыв между владельцем продукта (продуктовым маркетингом, trade-маркетингом, sales-маркетингом) и каналом продаж и подходит для компаний, в которых много продуктов, которые предлагаются большому количеству клиентов большим количеством продавцов или автоматизированных систем.

## История
Проект Selvery был запущен в 2019 году как развитие собственной методологии продаж, основанных на данных о покупателях (account-based sales методология) предпринимателя Андрея Пометуна. На старте проект получил определение акселератора таргетированных продаж.
До старта проекта ABS-методология Андрея Пометуна с 2017 года использовалась для развития продаж в розничной сети «Сбербанка». В 2019 году была собрана команда Selvery, в 2020 году состоялся релиз MVP. Выход продукта на рынок совпал с объявлением в России пандемии коронавируса, однако возможность прозрачного контроля удалённой работы менеджеров по продажам вызвала повышенный интерес к сервису. Так, когда в России появились первые заражённые коронавирусом, интерес к приложению вырос на 228 %, в конце февраля 2020 года этот показатель вырос ещё на 144 %. Наконец, к концу марта рост интереса к Selvery составил 414 % по сравнению с январём 2020 года.
В число первых пользователей сервиса вошли команды компаний «Дом. РФ», ВТБ, «Мегафон»,, МТС, «Свеза» и других. Большое количество пользователей стало причиной открытия в 2020 году дополнительного офиса разработки в Перми. Центральный офис Selvery остался в Москве.

## Инновационная деятельность
По информации баз данных G2 и Capterra, Selvery — SaaS из «принципиально новой категории продуктов». Развитие сервиса обусловлено инновационным подходом, при котором реализуется стратегия account-based sales, или основанных на данных о покупателе продаж. Покупателем здесь может выступать как узкий сегмент аудитории, так и конкретный человек — лицо, принимающее решение. Сервис используется в компаниях с большим ассортиментом продуктов и большим количеством сегментов целевой аудитории, например, в банковской сфере, сфере телекоммуникаций, фармацевтике, сферах реализации недвижимости, рекрутинга, ресторанном бизнесе и других.
В 2020 году Агентство стратегических инициатив в ходе сбора предложений «Сильные идеи для нового времени» внесло Selvery в список возможных инструментов для формирования технологической стратегии развития России.
В 2021 году координационный совет GoGlobal (программа «Акселератора ФРИИ») включил Selvery в список инновационных проектов, которые экосистема Агентства стратегических инициатив будет продвигать на внешние рынки. В этом же году дирекция Фонда содействия инновациям (группа ВЭБ.РФ) утвердила грант в размере 1 999 382 рублей на разработку программного обеспечения «для повышения эффективности коммуникаций в системах „человек — машина — человек“», в том числе с помощью искусственного интеллекта и технологий машинного обучения. Грант для SaaS-системы Selvery был выдан в рамках программы «Старт-1».

## Особенности
Как конструктор смарт-презентаций Selvery повышает эффективность процесса реализации продукта благодаря использованию информации о клиенте. Маркетолог загружает в систему необходимый для продажи товара, услуги или идеи контент в формате конструктора и правил формирования презентации. Продавец запускает приложение, выбирает товар, необходимый клиенту и отвечает на вопросы о профиле покупателя, а система определяет микросегмент, к которому относится его покупатель. Сервис создаёт для покупателя персональную динамическую смарт-презентацию. Следуя подсказкам алгоритмов, он предложит покупателю то, что решит задачи покупателя. Использование Selvery возможно для продаж как в B2B, так и в B2C.
Один их принципов работы сервиса — создание динамической продуктовой библиотеки. Выступая в качестве единого источника знаний о продукте, Selvery аккумулирует в себе создаваемые отделом маркетинга компании материалы, трансформирует их в подходящую для работы с отдельным микросегментом целевой аудитории форму, генерирует интерактивную презентацию и фиксирует процесс и результат переговоров для последующего анализа, статистической оценки и формирования отчётности. Результат сессии продаж, данные о её продолжительности, аудиозапись, геометка и другая информация фиксируются на сервере. Это позволяет топ-менеджменту или линейному руководству контролировать работу удалённых отделов маркетинга и продаж.
Selvery относится к новому поколению цифровых ассистентов, однако подходит для компаний, где имеется штат продавцов и большой ассортимент продуктов для большой аудитории, которую можно разбить на разные сегменты. По данным на 2021 год, функционал сервиса предназначен для решения задач крупного бизнеса.

## Собственники
По данным Инспекции ФНС России № 17 по городу Москве, основателем и генеральным директором ООО «Сэлвери» является предприниматель Андрей Пометун, 25 % компании принадлежит ООО «Новое поколение». Во время выступления на Демо-дне программы GoGlobal «Акселератора ФРИИ» сооснователем Selvery также назван предприниматель Михаил Штин. Андрей Пометун является автором положенной в основу работы сервиса методологии, Михаил Штин выступил инвестором проекта и привлёк штатные ресурсы принадлежащих ему компаний для реализации проекта.

## Критика
Selvery используют крупные компании, например, операторы связи с разветвленным отделом корпоративных продаж «МТС» и «Мегафон», однако отдельные функции сервиса доступны во многих других программах, например, в PowerPoint, Keynote, «Google презентациях», а также файловых хранилищах и корпоративных конструкторах презентаций.
По словам создателей, использование Selvery не заменит человеческую эмпатию, а сам сервис не сможет стать полноценной заменой менеджера по продажам, являясь усиливающим дополнением к межличностной коммуникации.